# Campionati mondiali di ginnastica artistica 2021
I campionati mondiali di ginnastica artistica 2021 sono stati la 50ª edizione della competizione. Si sono disputati dal 18 al 24 ottobre al Kitakyushu City General Gymnasium di Kitakyūshū, in Giappone.
La competizione avrebbe dovuto svolgersi a Copenaghen, prima che la Federazione di Ginnastica Danese decidesse di rinunciare, a luglio 2020. A novembre 2020 la FIG annunciò che Kitakyūshū avrebbe ospitato i Mondiali.
Nonostante i Campionati del Mondo solitamente non si svolgano durante l'anno olimpico, il rinvio delle Olimpiadi di Tokyo ha reso possibile che le due competizioni si svolgessero nel medesimo anno. Lo schema della competizione è rimasto quello attribuito ai Mondiali degli anni post-olimpici: la gara comprendeva la finale all-around e le finali ad attrezzo, ma non la finale a squadre. Ogni nazione ha potuto quindi inviare un massimo di quattro ginnaste e sei ginnasti, che hanno gareggiato individualmente.

## Programma
- Dal 15 al 17 ottobre: prova podio
- 18-19 ottobre: qualificazioni femminini
- 19-20 ottobre: qualificazioni maschili
- 21 ottobre: finale all-around femminile
- 22 ottobre: fiale all-around maschile
- 23-24 ottobre finali ad attrezzo maschili e femminili

## Nazioni partecipanti
- Albania (1)
- Armenia (3)
- Austria (8)
- Azerbaigian (4)
- Bielorussia (2)
- Belgio (3)
- Brasile (3)
- Bulgaria (3)
- Canada (10)
- Cina (10)
- Taipei cinese (8)
- Colombia (9)
- Croazia (6)
- Cipro (2)
- Rep. Ceca (4)
- Danimarca (3)
- Ecuador (2)
- Egitto (10)
- Finlandia (7)
- Francia (4)
- Germania (6)
- Regno Unito (9)
- Grecia (6)
- Hong Kong (4)
- Ungheria (9)
- Islanda (8)
- India (6)
- Irlanda (2)
- Israele (6)
- Italia (10)
- Giappone (10)
- Kazakistan (5)
- Lettonia (2)
- Lituania (4)
- Lussemburgo (1)
- Messico (9)
- Paesi Bassi (8)
- Norvegia (6)
- Panama (1)
- Filippine (1)
- Portogallo (6)
- Romania (2)
- RGF (10)
- Arabia Saudita (2)
- Slovacchia (3)
- Slovenia (3)
- Corea del Sud (10)
- Spagna (5)
- Svezia (6)
- Svizzera (9)
- Siria (1)
- Thailandia (2)
- Turchia (8)
- Ucraina (10)
- Stati Uniti (10)
- Vietnam (6)

### Medagliere

#### Complessivo
| Posiz. | Nazione     | Oro | Argento | Bronzo | Totale |
| ------ | ----------- | --- | ------- | ------ | ------ |
| 1      | Cina        | 5   | 1       | 2      | 8      |
| 2      | Giappone    | 2   | 5       | 1      | 8      |
| 3      | Italia      | 1   | 2       | 1      | 4      |
| 4      | Stati Uniti | 1   | 1       | 3      | 5      |
| 5      | RGF         | 1   | 1       | 2      | 4      |
| 6      | Brasile     | 1   | 1       | 0      | 2      |
| 6      | Filippine   | 1   | 1       | 0      | 2      |
| 8      | Germania    | 0   | 1       | 0      | 1      |
| 9      | Ucraina     | 0   | 0       | 1      | 1      |
| 9      | Finlandia   | 0   | 0       | 1      | 1      |
| 9      | Israele     | 0   | 0       | 1      | 1      |
| Totale | Totale      | 12  | 13      | 12     | 37     |

#### Uomini
| Posiz. | Nazione     | Oro | Argento | Bronzo | Totale |
| ------ | ----------- | --- | ------- | ------ | ------ |
| 1      | Cina        | 4   | 1       | 1      | 6      |
| 2      | Italia      | 1   | 1       | 1      | 3      |
| 3      | Filippine   | 1   | 1       | 0      | 2      |
| 4      | Stati Uniti | 1   | 0       | 1      | 2      |
| 5      | Giappone    | 0   | 5       | 0      | 5      |
| 6      | RGF         | 0   | 0       | 1      | 1      |
| 6      | Finlandia   | 0   | 0       | 1      | 1      |
| 6      | Israele     | 0   | 0       | 1      | 1      |
| 6      | Ucraina     | 0   | 0       | 1      | 1      |
| Totale | Totale      | 7   | 8       | 7      | 22     |

#### Donne
| Posiz. | Nazione     | Oro | Argento | Bronzo | Totale |
| ------ | ----------- | --- | ------- | ------ | ------ |
| 1      | Giappone    | 2   | 0       | 1      | 3      |
| 2      | RGF         | 1   | 1       | 1      | 3      |
| 3      | Brasile     | 1   | 1       | 0      | 2      |
| 4      | Cina        | 1   | 0       | 1      | 2      |
| 5      | Stati Uniti | 0   | 1       | 2      | 3      |
| 6      | Italia      | 0   | 1       | 0      | 1      |
| 6      | Germania    | 0   | 1       | 0      | 1      |
| Totale | Totale      | 5   | 5       | 5      | 15     |

## Podi
| Evento                 | Oro                | Punti  | Argento              | Punti  | Bronzo                               | Punti  |
| Maschile               |                    |        |                      |        |                                      |        |
| Concorso individuale   | Zhang Boheng       | 87.981 | Daiki Hashimoto      | 87.964 | Illja Kovtun                         | 84.899 |
| Corpo libero           | Nicola Bartolini   | 14.800 | Kazuki Minami        | 14.766 | Emil Soravuo                         | 14.700 |
| Cavallo con maniglie   | Stephen Nedoroscik | 15.266 | Weng Hao Kazuma Kaya | 14.900 |                                      |        |
| Anelli                 | Lan Xingyu         | 15.200 | Marco Lodadio        | 14.866 | Salvatore Maresca Grigoriy Klimentev | 14.833 |
| Volteggio              | Carlos Yulo        | 14.916 | Hidenobu Yonekura    | 14.866 | Andrey Medvedev                      | 14.649 |
| Parallele simmetriche  | Hu Xuwei           | 15.466 | Carlos Yulo          | 15.300 | Shi Cong                             | 15.066 |
| Sbarra                 | Hu Xuwei           | 15.166 | Daiki Hashimoto      | 15.066 | Brody Malone                         | 14.966 |
| Femminile              |                    |        |                      |        |                                      |        |
| Concorso individuale   | Angelina Melnikova | 56.632 | Leanne Wong          | 56.430 | Kayla DiCello                        | 54.566 |
| Volteggio              | Rebeca Andrade     | 14.966 | Asia D'Amato         | 14.083 | Angelina Melnikova                   | 13.966 |
| Parallele asimmetriche | Wei Xiaoyuan       | 14.733 | Rebeca Andrade       | 14.633 | Luo Rui                              | 14.633 |
| Trave                  | Urara Ashikawa     | 14.100 | Pauline Schaefer     | 13.800 | Mai Murakami                         | 13.733 |
| Corpo libero           | Mai Murakami       | 14.066 | Angelina Melnikova   | 14.000 | Leanne Wong                          | 13.833 |

## Risultati

### Donne

#### All-around
Angelina Melnikova è stata la prima atleta non americana a vincere l'all-around dopo la sua connazionale Aliya Mustafina nel 2010. Le americane Leanne Wong e Kayla DiCello vincono rispettivamente l'argento e il bronzo, ed è la loro prima medaglia mondiale. Inoltre la ginnasta giapponese Hitomi Hatakeda si ritira dalla competizione per un grave infortunio alla schiena durante gli allenamenti lasciando così il posto alla ginnasta ungherese Csenge Bacskay.
Ginnasta più giovane e più anziana della competizione
|         | Nome              | Nazione    | Data di nascita | Età     |
| ------- | ----------------- | ---------- | --------------- | ------- |
| Giovane | Jennifer Williams | Svezia     | 11 ottobre 2005 | 16 anni |
| Anziana | Filipa Martins    | Portogallo | 9 Gennaio 1996  | 25 anni |

| Posizione | Ginnasta              | Volteggio | Parallele asimmetriche | Trave  | Corpo libero | Totale |
| --------- | --------------------- | --------- | ---------------------- | ------ | ------------ | ------ |
| Oro       | Angelina Melnikova    | 14.466    | 14.533                 | 13.800 | 13.833       | 56.632 |
| Argento   | Leanne Wong           | 14.341    | 14.066                 | 13.900 | 14.033       | 56.340 |
| Bronzo    | Kayla DiCello         | 14.600    | 12.766                 | 13.400 | 13.800       | 54.566 |
| 4         | Vladislava Urazova    | 13.566    | 14.333                 | 12.333 | 13.366       | 53.598 |
| 5         | Naomi Visser          | 13.400    | 13.800                 | 12.966 | 12.666       | 52.832 |
| 6         | Wei Xiaoyuan          | 13.200    | 13.366                 | 13.733 | 12.400       | 52.699 |
| 7         | Filipa Martins        | 13.466    | 13.000                 | 12.933 | 12.800       | 52.199 |
| 8         | Alice D'Amato         | 14.400    | 12.916                 | 11.766 | 13.000       | 52.082 |
| 9         | Carolann Heduit       | 14.266    | 12.533                 | 12.633 | 12.533       | 51.965 |
| 10        | Anastasija Bačyns'ka  | 13.533    | 12.800                 | 12.800 | 12.700       | 51.833 |
| 11        | Shin Sol-yi           | 13.500    | 12.900                 | 12.766 | 12.600       | 51.766 |
| 12        | Asia D'Amato          | 14.366    | 12.600                 | 11.900 | 12.833       | 51.699 |
| 13        | Lee Yun-seo           | 13.033    | 13.566                 | 12.100 | 13.000       | 51.699 |
| 14        | Yelyzaveta Hubareva   | 13.200    | 13.100                 | 12.733 | 12.566       | 51.599 |
| 15        | Ruby Stacey           | 13.500    | 13.433                 | 12.600 | 11.900       | 51.333 |
| 16        | Maria Ceplinschi      | 13.633    | 12.566                 | 11.633 | 13.066       | 50.898 |
| 17        | Georgia-Mae Fenton    | 14.333    | 11.400                 | 12.566 | 12.000       | 50.299 |
| 18        | Rose Woo              | 13.400    | 12.166                 | 11.700 | 12.933       | 50.299 |
| 19        | Emma Slevin           | 13.600    | 12.533                 | 12.733 | 11.266       | 50.132 |
| 20        | Célia Serber          | 13.900    | 13.200                 | 10.300 | 12.333       | 49.733 |
| 21        | Csenge Bácskay        | 13.666    | 11.366                 | 11.700 | 11.933       | 48.665 |
| 22        | Marlies Männersdorfer | 12.666    | 13.200                 | 11.566 | 12.200       | 48.598 |
| 23        | Jennifer Williams     | 13.333    | 10.733                 | 12.066 | 12.100       | 48.232 |
| 24        | Stefanie Siegenthaler | 11.700    | 11.433                 | 12.166 | 11.133       | 46.432 |

#### Volteggio
La campionessa olimpica Rebeca Andrade vince la sua prima medaglia mondiale. Asia D'Amato è la prima ginnasta italiana di sempre a qualificarsi per una finale mondiale al volteggio.
Ginnasta più giovane e più anziana della competizione
| Posizione | Ginnasta           | Primo salto | Primo salto | Primo salto | Primo salto | Secondo salto | Secondo salto | Secondo salto | Secondo salto | Totale |
| Posizione | Ginnasta           | D Score     | E Score     | Pen.        | Punteggio   | D Score       | E Score       | Pen.          | Punteggio     | Totale |
| --------- | ------------------ | ----------- | ----------- | ----------- | ----------- | ------------- | ------------- | ------------- | ------------- | ------ |
| 1         | Rebeca Andrade     | 6.000       | 9.133       |             | 15.133      | 5.400         | 9.400         |               | 14.800        | 14.966 |
| 2         | Asia D'Amato       | 5.400       | 8.733       |             | 14.133      | 5.200         | 8.833         |               | 14.033        | 14.083 |
| 3         | Angelina Melnikova | 5.400       | 9.033       |             | 14.433      | 4.800         | 8.700         |               | 13.500        | 13.966 |
| 4         | Nancy Taman        | 5.400       | 8.733       |             | 14.133      | 4.600         | 8.733         |               | 13.333        | 13.733 |
| 5         | Csenge Bácskay     | 5.000       | 8.866       |             | 13.866      | 4.800         | 8.800         |               | 13.600        | 13.733 |
| 6         | Ofir Netzer        | 4.800       | 8.833       |             | 13.633      | 4.800         | 8.800         |               | 13.600        | 13.616 |
| 7         | Natalia Escalera   | 5.000       | 8.466       | –0.1        | 13.366      | 4.800         | 8.800         |               | 13.600        | 13.483 |
| 8         | Elze Geurts        | 5.400       | 8.966       |             | 14.366      | 4.800         | 7.533         |               | 12.333        | 13.349 |

#### Parallele asimmetriche
Wei Xiaoyuan vince la sua prima medaglia individuale e riporta il titolo alle parallele asimmetriche in Cina dopo che aveva vinto quattro titoli di fila dal 2013 al 2017. Rebeca Andrade che si era qualificata in prima posizione vince invece l'argento e quindi la sua seconda medaglia individuale. Luo Rui ottiene lo stesso punteggio della Andrade ma le viene assegnato il bronzo a causa di una più bassa esecuzione. Elisa Iorio è la terza ginnasta italiana di sempre a raggiungere la finale alle parallele ed ottiene il secondo miglior piazzamento per l'Italia dopo il bronzo di Vanessa Ferrari nel 2006 e precedendo l'ottavo posto di Serena Licchetta nel 2009.
| Posizione | Ginnasta           | D Score | E Score | Pen. | Totale |
| --------- | ------------------ | ------- | ------- | ---- | ------ |
| 1         | Wei Xiaoyuan       | 6.500   | 8.233   |      | 14.733 |
| 2         | Rebeca Andrade     | 5.900   | 8.733   |      | 14.633 |
| 3         | Luo Rui            | 6.200   | 8.433   |      | 14.633 |
| 4         | Angelina Melnikova | 6.100   | 8.433   |      | 14.533 |
| 5         | Zsófia Kovács      | 6.200   | 8.266   |      | 14.466 |
| 6         | Elisa Iorio        | 6.200   | 8.200   |      | 14.400 |
| 7         | Vladislava Urazova | 6.300   | 8.100   |      | 14.400 |
| 8         | Filipa Martins     | 6.000   | 8.066   |      | 14.066 |

#### Trave
| Posizione | Ginnasta              | D Score | E Score | Pen. | Totale |
| --------- | --------------------- | ------- | ------- | ---- | ------ |
| 1         | Urara Ashikawa        | 5.900   | 8.200   |      | 14.100 |
| 2         | Pauline Schaefer-Betz | 5.400   | 8.400   |      | 13.800 |
| 3         | Mai Murakami          | 5.800   | 7.933   |      | 13.733 |
| 4         | Leanne Wong           | 5.500   | 7.833   |      | 13.333 |
| 5         | Luo Rui               | 5.800   | 7.500   |      | 13.300 |
| 6         | Rebeca Andrade        | 5.400   | 7.100   |      | 12.500 |
| 7         | Angelina Melnikova    | 5.400   | 7.000   |      | 12.400 |
| 8         | Kayla DiCello         | 4.900   | 6.966   |      | 11.866 |
| 9         | Jana Vorona           | 5.200   | 6.633   |      | 11.833 |

#### Corpo libero
| Posizione | Ginnasta             | D Score | E Score | Pen. | Totale |
| --------- | -------------------- | ------- | ------- | ---- | ------ |
| 1         | Mai Murakami         | 5.800   | 8.266   |      | 14.066 |
| 2         | Angelina Melnikova   | 5.600   | 8.400   |      | 14.000 |
| 3         | Leanne Wong          | 5.700   | 8.133   |      | 13.833 |
| 4         | Vladislava Urazova   | 5.300   | 8.400   |      | 13.700 |
| 5         | Kayla DiCello        | 5.400   | 8.233   |      | 13.633 |
| 6         | Maria Ceplinschi     | 5.200   | 8.166   |      | 13.366 |
| 7         | Anastasija Bačyns'ka | 5.100   | 7.933   |      | 13.033 |
| 8         | Yuna Hiraiwa         | 5.100   | 7.033   |      | 12.133 |

## Qualificazioni

### Donne

#### All-around
| Posizione | Ginnasta              | Volteggio | Parallele asimmetriche | Trave  | Corpo libero | Totale | Qual. |
| --------- | --------------------- | --------- | ---------------------- | ------ | ------------ | ------ | ----- |
| 1         | Angelina Melnikova    | 14.466    | 14.466                 | 14.033 | 14.100       | 57.065 | Q     |
| 2         | Leanne Wong           | 14.366    | 13.683                 | 13.700 | 14.000       | 55.749 | Q     |
| 3         | Kayla DiCello         | 14.500    | 13.900                 | 13.500 | 13.800       | 55.700 | Q     |
| 4         | Hitomi Hatakeda       | 13.566    | 13.933                 | 12.966 | 13.333       | 53.798 | Q     |
| 5         | Vladislava Urazova    | 12.100    | 14.366                 | 13.166 | 13.433       | 53.065 | Q     |
| 6         | Filipa Martins        | 13.300    | 14.133                 | 12.666 | 12.933       | 53.032 | Q     |
| 7         | Wei Xiaoyuan          | 13.266    | 14.733                 | 12.633 | 12.233       | 52.865 | Q     |
| 8         | Carolann Heduit       | 14.300    | 13.366                 | 12.366 | 12.733       | 52.765 | Q     |
| 9         | Anastasija Bačyns'ka  | 13.566    | 13.333                 | 12.666 | 13.100       | 52.665 | Q     |
| 10        | Lee Yun-seo           | 13.258    | 14.066                 | 12.200 | 13.016       | 52.540 | Q     |
| 11        | Naomi Visser          | 13.533    | 13.033                 | 12.800 | 12.900       | 52.266 | Q     |
| 12        | Asia D'Amato          | 14.133    | 12.333                 | 13.000 | 12.633       | 52.099 | Q     |
| 13        | Alice D'Amato         | 14.333    | 13.966                 | 10.966 | 12.833       | 52.098 | Q     |
| 14        | Shin Sol-yi           | 13.500    | 12.600                 | 12.200 | 13.100       | 51.400 | Q     |
| 15        | Yelyzaveta Hubareva   | 13.033    | 13.066                 | 12.633 | 12.533       | 51.265 | Q     |
| 16        | Ruby Stacey           | 13.266    | 13.200                 | 12.333 | 11.966       | 50.765 | Q     |
| 17        | Georgia-Mae Fenton    | 13.566    | 13.658                 | 11.733 | 11.733       | 50.690 | Q     |
| 18        | Célia Serber          | 13.633    | 13.200                 | 10.933 | 12.733       | 50.499 | Q     |
| 19        | Rose Woo              | 13.266    | 12.800                 | 12.000 | 12.400       | 50.466 | Q     |
| 20        | Maria Ceplinschi      | 13.700    | 12.333                 | 11.066 | 13.300       | 50.399 | Q     |
| 21        | Emma Slevin           | 13.533    | 12.700                 | 11.466 | 12.466       | 50.165 | Q     |
| 22        | Jennifer Williams     | 13.433    | 12.666                 | 11.233 | 12.700       | 50.032 | Q     |
| 23        | Stefanie Siegenthaler | 13.166    | 11.666                 | 11.566 | 12.466       | 48.864 | Q     |
| 24        | Marlies Männersdorfer | 12.466    | 12.466                 | 11.700 | 12.166       | 48.798 | Q     |
| 25        | Csenge Bácskay        | 13.866    | 11.566                 | 11.966 | 11.300       | 48.698 | R1    |
| 26        | Zója Székely          | 13.066    | 12.400                 | 11.133 | 11.966       | 48.565 | R2    |
| 27        | Ada Hautala           | 12.966    | 12.033                 | 10.966 | 12.466       | 48.431 | R3    |
| 28        | Vera van Pol          | 13.433    | 10.033                 | 12.216 | 12.733       | 48.415 | R4    |

#### Volteggio
| Posizione | Ginnasta           | Primo salto | Primo salto | Primo salto | Primo salto | Secondo salto | Secondo salto | Secondo salto | Secondo salto | Totale | Qual. |
| Posizione | Ginnasta           | D Score     | E Score     | Pen.        | Punteggio   | D Score       | E Score       | Pen.          | Punteggio     | Totale | Qual. |
| --------- | ------------------ | ----------- | ----------- | ----------- | ----------- | ------------- | ------------- | ------------- | ------------- | ------ | ----- |
| 1         | Rebeca Andrade     | 6.000       | 9.200       | –0.3        | 14.900      | 5.400         | 9.300         |               | 14.700        | 14.800 | Q     |
| 2         | Elze Geurts        | 5.400       | 9.000       |             | 14.400      | 5.400         | 8.900         |               | 14.300        | 14.350 | Q     |
| 3         | Asia D'Amato       | 5.400       | 8.733       |             | 14.133      | 4.800         | 8.700         |               | 13.500        | 13.816 | Q     |
| 4         | Angelina Melnikova | 5.400       | 9.066       |             | 14.466      | 4.800         | 8.600         | –0.3          | 13.100        | 13.783 | Q     |
| 5         | Csenge Bácskay     | 5.000       | 8.866       |             | 13.866      | 4.800         | 8.666         |               | 13.466        | 13.666 | Q     |
| 6         | Natalia Escalera   | 5.000       | 8.800       | –0.1        | 13.700      | 4.800         | 8.766         |               | 13.566        | 13.633 | Q     |
| 7         | Nancy Taman        | 5.400       | 8.466       | –0.1        | 13.766      | 4.600         | 8.700         |               | 13.300        | 13.533 | Q     |
| 8         | Ofir Netzer        | 4.800       | 8.666       |             | 13.466      | 4.800         | 8.766         |               | 13.566        | 13.516 | Q     |
| 9         | Audrey Rousseau    | 5.000       | 8.866       |             | 13.866      | 4.600         | 8.633         | –0.1          | 13.133        | 13.499 | R1    |
| 10        | Coline Devillard   | 5.800       | 7.400       |             | 13.200      | 5.400         | 8.300         |               | 13.700        | 13.450 | R2    |
| 11        | Aruna Budda Reddy  | 4.600       | 8.541       |             | 13.141      | 4.800         | 8.766         |               | 13.566        | 13.353 | R3    |

#### Parallele asimmetriche
| Posizione | Ginnasta           | D Score | E Score | Pen. | Totale | Qual. |
| --------- | ------------------ | ------- | ------- | ---- | ------ | ----- |
| 1         | Rebeca Andrade     | 6.300   | 8.800   |      | 15.100 | Q     |
| 2         | Wei Xiaoyuan       | 6.500   | 8.233   |      | 14.733 | Q     |
| 3         | Luo Rui            | 6.200   | 8.300   |      | 14.500 | Q     |
| 4         | Angelina Melnikova | 6.300   | 8.166   |      | 14.466 | Q     |
| 5         | Zsófia Kovács      | 6.200   | 8.233   |      | 14.433 | Q     |
| 6         | Vladislava Urazova | 6.100   | 8.266   |      | 14.366 | Q     |
| 7         | Maria Minaeva      | 6.100   | 8.233   |      | 14.333 | –     |
| 8         | Elisa Iorio        | 6.200   | 7.983   |      | 14.183 | Q     |
| 9         | Filipa Martins     | 6.000   | 8.133   |      | 14.133 | Q     |
| 10        | Lee Yun-seo        | 6.300   | 7.766   |      | 14.066 | R1    |
| 11        | Becky Downie       | 6.200   | 7.800   |      | 14.000 | R2    |
| 12        | Alice D'Amato      | 5.900   | 8.066   |      | 13.966 | R3    |

#### Trave
| Posizione | Ginnasta           | D Score | E Score | Pen. | Totale | Qual. |
| --------- | ------------------ | ------- | ------- | ---- | ------ | ----- |
| 1         | Luo Rui            | 6.100   | 8.466   |      | 14.566 | Q     |
| 2         | Angelina Melnikova | 5.600   | 8.433   |      | 14.033 | Q     |
| 3         | Pauline Schäfer    | 5.400   | 8.333   |      | 13.733 | Q     |
| 4         | Leanne Wong        | 5.400   | 8.300   |      | 13.700 | Q     |
| 5         | Jana Vorona        | 5.700   | 7.933   |      | 13.633 | Q     |
| 6         | Urara Ashikawa     | 5.900   | 7.633   |      | 13.533 | Q     |
| 7         | Kayla DiCello      | 5.600   | 7.900   |      | 13.500 | Q     |
| 8         | Konnor McClain     | 5.900   | 7.566   |      | 13.466 | –     |
| 9         | Rebeca Andrade     | 5.600   | 7.800   |      | 13.400 | Q     |
| 9         | Mai Murakami       | 5.600   | 7.800   |      | 13.400 | Q     |
| 11        | Becky Downie       | 5.600   | 7.733   |      | 13.333 | R1    |
| 12        | Vladislava Urazova | 5.100   | 8.066   |      | 13.166 | –     |
| 13        | Elisa Iorio        | 5.100   | 8.000   |      | 13.100 | R2    |
| 14        | Asia D'Amato       | 5.300   | 7.700   |      | 13.000 | R3    |

#### Corpo libero
| Posizione | Ginnasta             | D Score | E Score | Pen. | Totale | Qual. |
| --------- | -------------------- | ------- | ------- | ---- | ------ | ----- |
| 1         | Mai Murakami         | 5.800   | 8.366   |      | 14.166 | Q     |
| 2         | Angelina Melnikova   | 5.800   | 8.300   |      | 14.100 | Q     |
| 3         | Leanne Wong          | 5.700   | 8.300   |      | 14.000 | Q     |
| 4         | Kayla DiCello        | 5.400   | 8.400   |      | 13.800 | Q     |
| 5         | Vladislava Urazova   | 5.200   | 8.333   | –0.1 | 13.433 | Q     |
| 6         | Yuna Hiraiwa         | 5.100   | 8.300   |      | 13.400 | Q     |
| 7         | Hitomi Hatakeda      | 5.300   | 8.033   |      | 13.333 | –     |
| 8         | Maria Ceplinschi     | 5.300   | 8.000   |      | 13.300 | Q     |
| 9         | eMjae Frazier        | 5.500   | 7.666   |      | 13.166 | –     |
| 10        | Anastasija Bačyns'ka | 5.100   | 8.000   |      | 13.100 | Q     |
| 11        | Shin Sol-yi          | 5.300   | 7.800   |      | 13.100 | R1    |
| 12        | Lee Yun-seo          | 5.100   | 7.916   |      | 13.016 | R2    |
| 13        | Elze Geurts          | 5.200   | 7.766   |      | 12.966 | R3    |

### Uomini

#### All-around
| Posizione | Ginnasta               |        |        |        |        |        |        | Totale | Qual. |
| --------- | ---------------------- | ------ | ------ | ------ | ------ | ------ | ------ | ------ | ----- |
| 1         | Daiki Hashimoto        | 14.733 | 15.075 | 13.333 | 15.066 | 15.200 | 14.633 | 88.040 | Q     |
| 2         | Zhang Boheng           | 14.133 | 14.666 | 14.866 | 14.766 | 15.300 | 14.166 | 87.897 | Q     |
| 3         | Adem Asil              | 14.066 | 12.666 | 14.533 | 14.966 | 14.366 | 13.833 | 84.430 | Q     |
| 4         | Shi Cong               | 13.200 | 13.466 | 13.933 | 14.233 | 15.200 | 13.866 | 83.898 | Q     |
| 5         | Illja Kovtun           | 14.333 | 13.766 | 12.500 | 14.066 | 14.700 | 14.200 | 83.565 | Q     |
| 6         | Krisztofer Mészáros    | 14.033 | 13.600 | 12.933 | 14.200 | 14.566 | 13.300 | 82.632 | Q     |
| 7         | Ilias Georgiou         | 13.633 | 11.866 | 13.500 | 14.366 | 14.766 | 14.233 | 82.364 | Q     |
| 8         | Ahmet Önder            | 13.400 | 12.866 | 13.933 | 14.200 | 14.700 | 12.966 | 82.065 | Q     |
| 9         | Joel Plata             | 14.133 | 13.633 | 13.300 | 14.066 | 13.666 | 13.100 | 81.898 | Q     |
| 10        | Robert Tvorogal        | 13.433 | 13.233 | 13.100 | 13.800 | 14.600 | 13.600 | 81.766 | Q     |
| 11        | William Emard          | 13.900 | 11.233 | 14.733 | 14.666 | 13.833 | 13.133 | 81.498 | Q     |
| 12        | Luka van den Keybus    | 13.966 | 12.700 | 12.433 | 14.333 | 14.000 | 13.666 | 81.098 | Q     |
| 13        | Yul Moldauer           | 14.433 | 10.633 | 13.466 | 14.433 | 14.866 | 13.233 | 81.064 | Q     |
| 14        | Henji Mboyo            | 13.100 | 12.966 | 13.333 | 13.833 | 13.933 | 13.800 | 80.965 | Q     |
| 15        | Joshua Nathan          | 13.433 | 15.033 | 12.600 | 14.400 | 12.133 | 13.166 | 80.765 | Q     |
| 16        | Milad Karimi           | 14.941 | 11.600 | 12.133 | 12.966 | 14.633 | 14.433 | 80.706 | Q     |
| 17        | Caio Souza             | 13.666 | 10.233 | 14.033 | 14.666 | 14.800 | 13.200 | 80.598 | Q     |
| 18        | Néstor Abad            | 14.233 | 12.933 | 13.466 | 13.800 | 13.566 | 12.500 | 80.498 | Q     |
| 19        | Sofus Heggemsnes       | 12.966 | 13.366 | 13.000 | 14.233 | 13.933 | 13.300 | 80.498 | Q     |
| 20        | Jossimar Calvo         | 13.300 | 13.433 | 12.300 | 14.300 | 13.866 | 12.866 | 80.065 | Q     |
| 21        | Oskar Kirmes           | 13.733 | 12.766 | 12.200 | 13.766 | 13.933 | 12.900 | 79.298 | Q     |
| 22        | Eyal Indig             | 12.600 | 14.066 | 12.400 | 13.933 | 13.500 | 12.600 | 79.099 | Q     |
| 23        | Nikita Ignatyev        | 12.366 | 11.866 | 12.766 | 14.008 | 13.500 | 13.433 | 77.939 | Q     |
| 24        | Noah Kuavita           | 13.600 | 12.500 | 11.966 | 14.200 | 11.300 | 14.066 | 77.632 | Q     |
| 25        | Alexander Benda        | 12.566 | 12.666 | 12.600 | 13.766 | 12.633 | 13.366 | 77.597 | R1    |
| 26        | Robert Kirmes          | 13.733 | 13.500 | 12.666 | 13.933 | 11.966 | 11.766 | 77.564 | R2    |
| 27        | Nikolaos Iliopoulos    | 12.500 | 11.666 | 13.133 | 13.766 | 13.533 | 12.833 | 77.431 | R3    |
| 28        | Andrés Martínez Moreno | 13.866 | 13.533 | 10.933 | 13.833 | 13.100 | 12.133 | 77.398 | R4    |